# Teletón 1980 (Chile)
La Teletón 1980 fue la tercera versión de la campaña solidaria realizada en Chile los días 5 y 6 de diciembre en el Teatro Casino Las Vegas. El lema de esta versión fue «De pie la esperanza». El niño símbolo fue José Morales, quien falleció el 8 de noviembre de 2010 debido a una lesión degenerativa del sistema nervioso.
La meta a alcanzar era de $138.728.450, la cual nuevamente fue superada con la cantidad de $176.450.628 (US$4.524.375).

## Antecedentes

### Campaña
La fecha se anunció el día 3 de julio de 1980 a los medios de comunicación, para posteriormente ser lanzada el día 29 de agosto en el Teatro Casino Las Vegas. En él participaron artistas de la época como Juan Erasmo Mochi.
Los spots institucionales, en el que aparecen los rostros televisivos más importantes de la época, comenzaron a exhibirse el 20 de septiembre para el que colaboraron Gabriela Velasco, César Antonio Santis, Juan Guillermo Vivado, Pepe Guixé, Javier Miranda, Raúl Matas, Antonio Vodanovic y Mario Kreutzberger.

### Himno
Por primera vez en su historia, la campaña tuvo un himno propio, a diferencia de las primeras dos versiones cuyo tema principal fue el "Himno de la Alegría". El tema, al igual que el eslogan, se llamó "De pie la esperanza", fue compuesta por el publicista argentino Marcelo López junto a los arreglos musicales de Francisco Aranda y Daniel Lencina y fue interpretada por el cantante local Sergio Lillo y el coro de Waldo Aránguiz. También participaron otros nueve cantantes de la época: Gloria Simonetti, Osvaldo Díaz, José Alfredo Fuentes, Patricia Maldonado, Ginette Acevedo, Los Quincheros, Cristóbal, y Carlos Vásquez.
La filmación del videoclip se realizó en los estudios de Protab en la cual aparecen 75 rostros televisivos y del espectáculo.

## Auspiciadores
En esta versión los 26 auspiciadores de la tercera campaña fueron:
- Banco de Chile
- Coca-Cola
- Mantequilla Dos Álamos
- Fideos Lucchetti
- Pilsener Cristal
- Leche Soprole
- Johnson's Clothes
- Nescafé
- Supermercados Unicoop
- Productores de Pollo
- Zapatillas North Star
- Cecinas La Preferida
- Té Supremo
- Odontine
- Cola Cao
- Postres Caricia
- Merendina
- Multitattersall
- Línea de Audio IRT
- Insecticidas Baygón
- Tarjetas de crédito Visa
- Consorcio Nacional de Seguros
- Chicles Dos en Uno
- Vinos Santa Carolina
- Aceite Cristal
- Helados Bresler

## Artistas

### Cantantes
Nacionales
- Sergio Lillo (Intérprete del himno "De pie la esperanza")
- Andrea Tessa
- Antonio Prieto
- Buddy Richard
- Carolina Prieto Vial
- Cristóbal
- José Alfredo Fuentes
- Juan Antonio Labra
- Juan Carlos Duque
- Luis Dimas
- Luis "Lucho" Gatica
- Lucho Muñoz
- Marcelo
- María Inés Naveillán
- Nano Vicencio
- Roberto Viking Valdés
- Zalo Reyes

Internacionales
- Sergio y Estíbaliz
- Maureen McGovern
- Seals and Crofts
- Santa Esmeralda

## Transmisión

### Televisión
- UCV Televisión
- Televisión Nacional de Chile
- Teleonce Universidad de Chile
- Canal 13 Universidad Católica de Chile
- Red Norte de Televisión

### Radio
- Radio Agricultura
- Radio Chilena
- Radio Santiago
- Radio Cooperativa
- Radio Minería
- Radio Nacional de Chile
- Radio Portales